# Utopia (geslacht)
Utopia is een geslacht van kevers uit de familie van de boktorren (Cerambycidae). De wetenschappelijke naam van het geslacht werd in 1864 gepubliceerd door James Thomson.

## Soorten
- Utopia castelnaudii Thomson, 1864